# IK Brage
Maillots
Dernière mise à jour : 2 juillet 2024.
L'IK Brage est un club suédois de football basé à Borlänge.

## Historique
- 1925 : fondation du club
- 1982 : 1re participation à une Coupe d'Europe (C3, saison 1982/83)

## Palmarès
- Coupe de Suède
  - Finaliste : 1980

## Anciens joueurs
- Göran Arnberg
- Martin Ericsson
- Lasse Nilsson
- Robbin Sellin